# Kantatie 82
La Kantatie 82 (in svedese Stamväg 82) è una strada principale finlandese. Ha inizio a Rovaniemi e si dirige verso est, verso il confine russo, dove si conclude dopo 150 km nei pressi di Salla.

## Percorso
La Kantatie 82 attraversa, oltre i comuni di partenza ed arrivo, il solo comune di Kemijärvi.

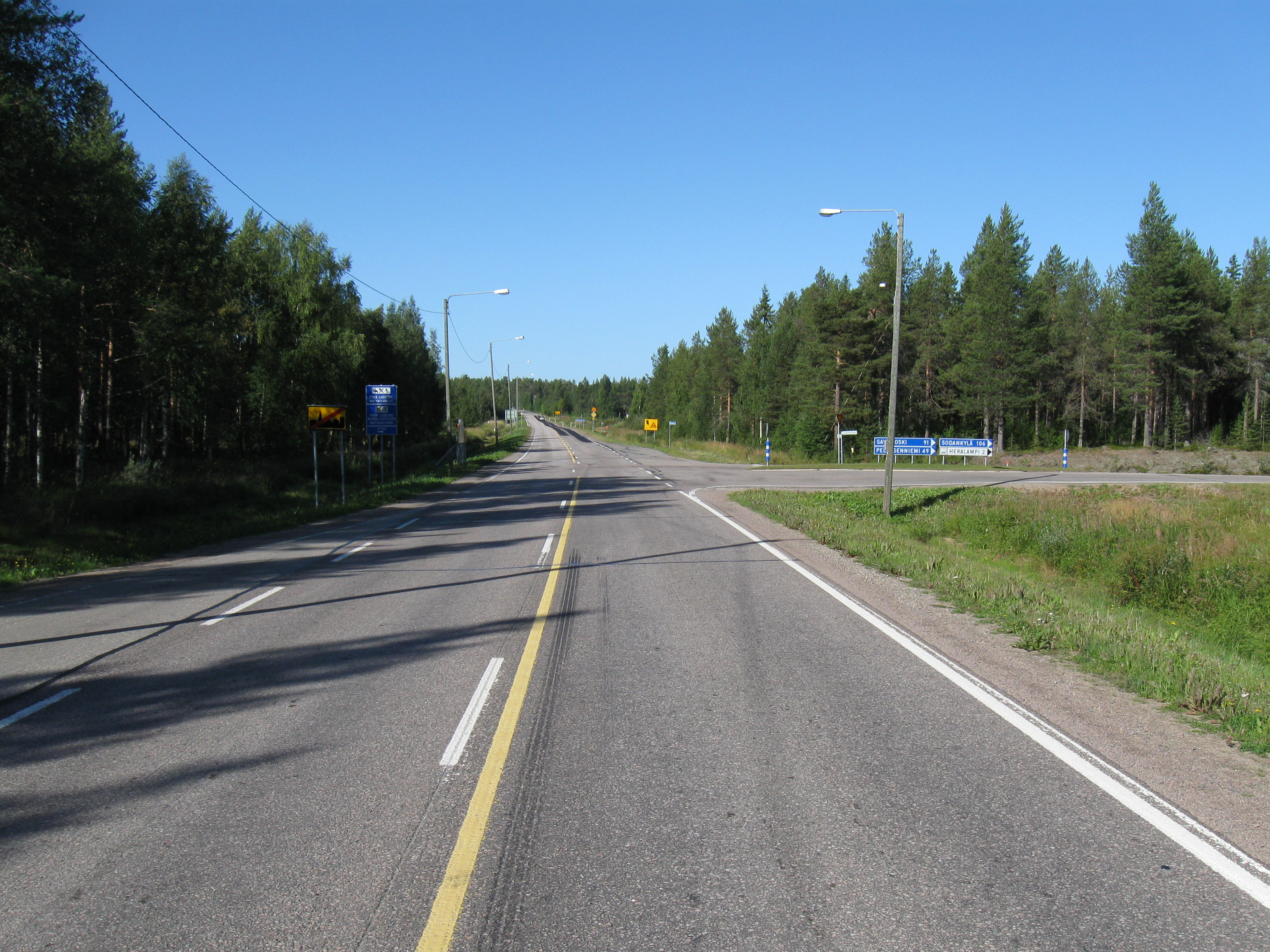
La Kantatie 82 a Kemijärvi